# San Valentino Torio
San Valentino Torio är en ort och kommun i provinsen Salerno i regionen Kampanien i Italien. Kommunen hade 10 937 invånare (2017).